# Gorges de Pennafort
Les gorges de Pennafort sont un défilé creusé par un affluent de l'Endre, au sud de la commune de Callas, dans le département du Var.
Elles sont surplombées à l'ouest par la chapelle Notre-Dame de Pennafort.

## Photographies

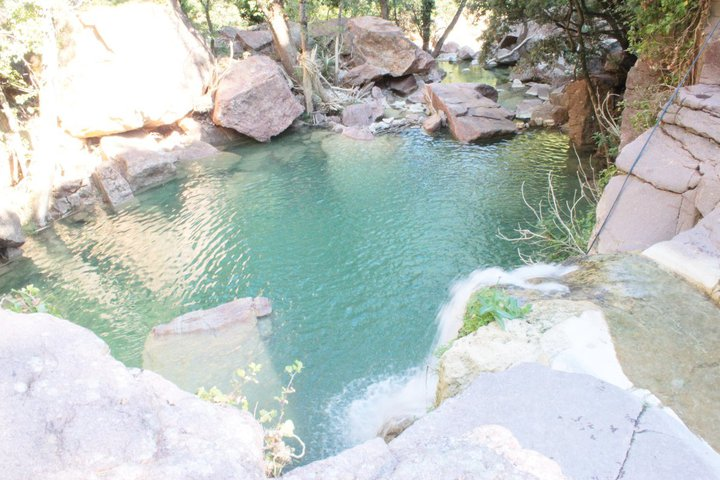
Bassin
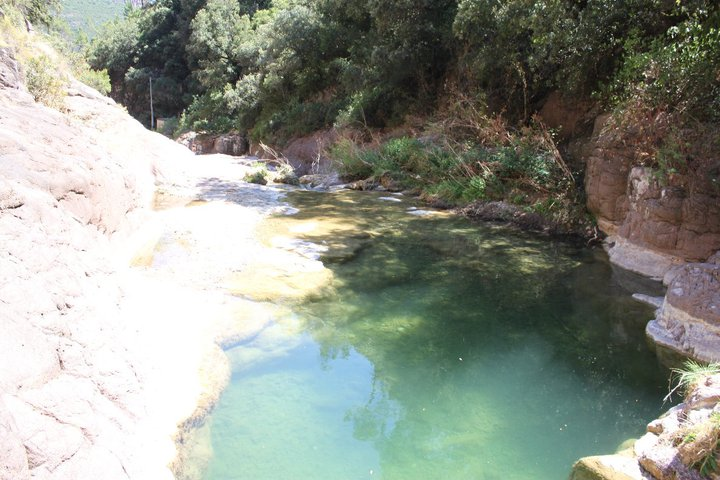
Bassin
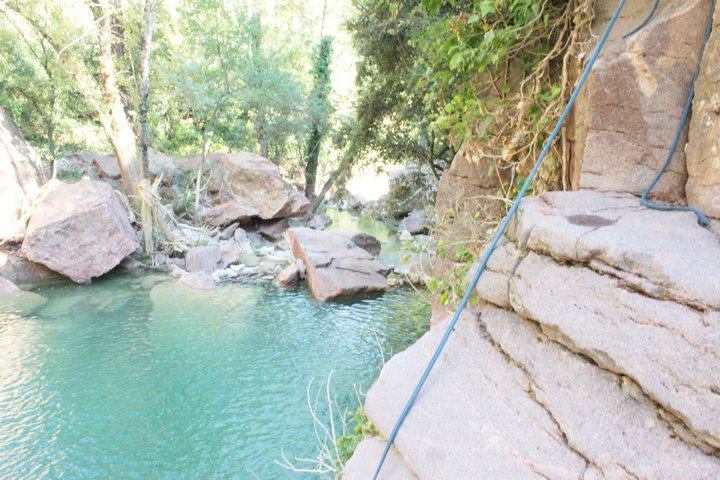
Bassin
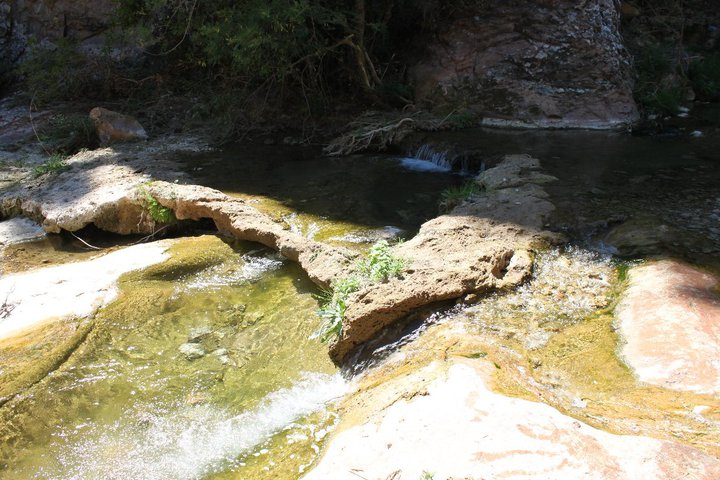
Rivière de Pennafort
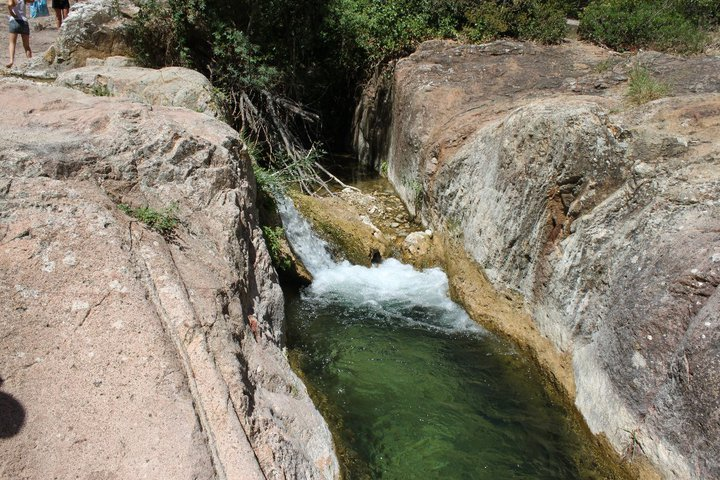
Trou d'eau des gorges de Pennafort
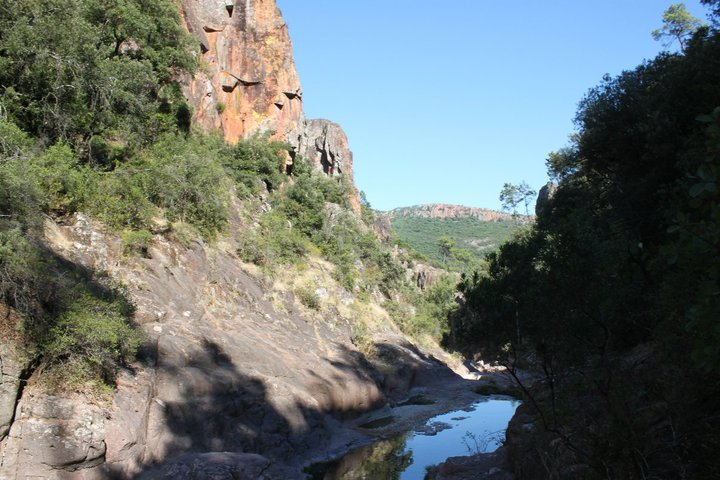
Vue des gorges